# Krodo

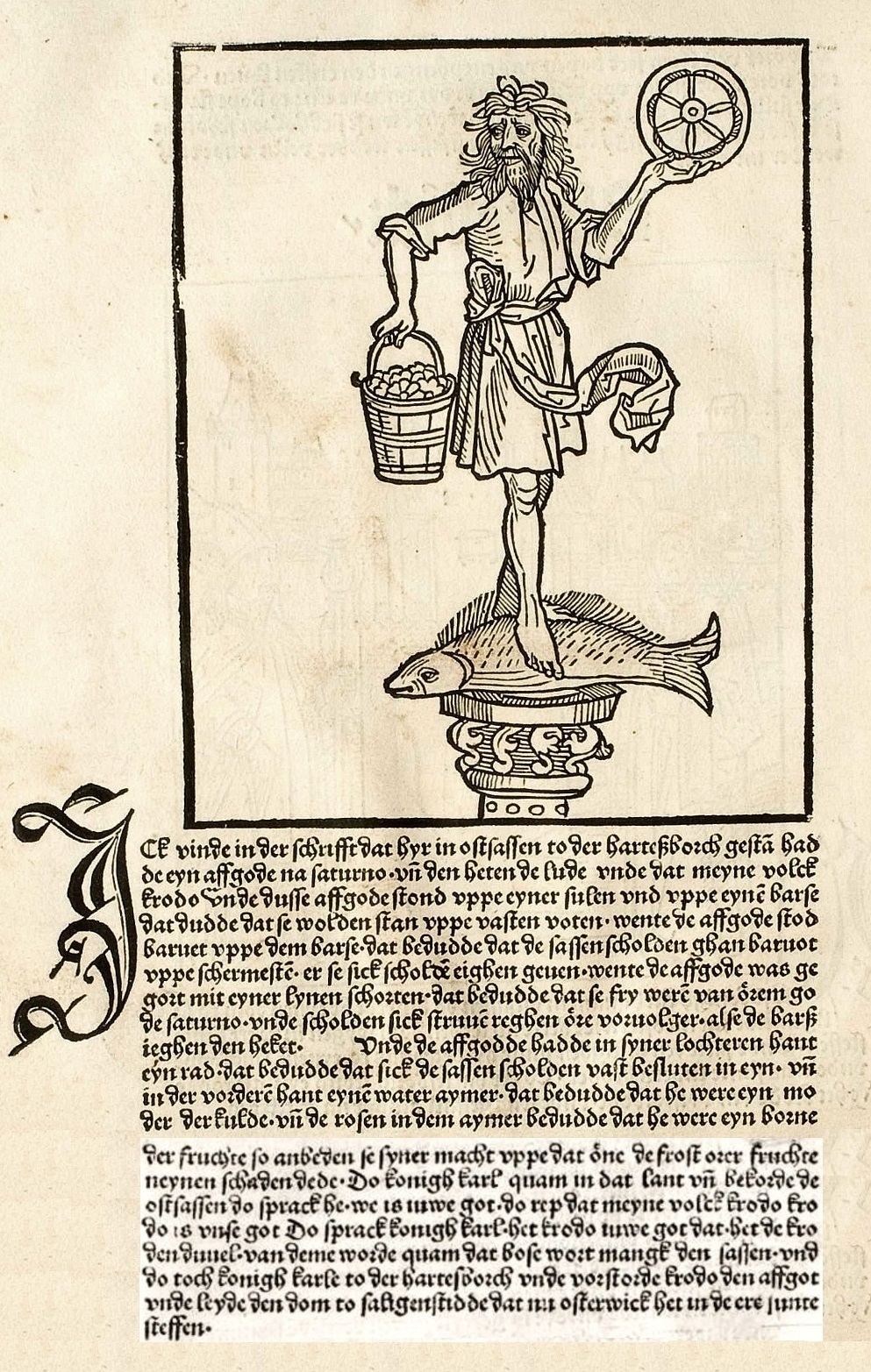
Kronika Sasów, 1492. Pierwsza wzmianka i ilustracja przedstawiająca Kroda.

Krodo – bóg wymieniony przez Konrada Bothego w Kronice Sasów, gdzie podaje, że Sasi czcili boga o imieniu Krodo. W starych zapiskach imię to jest zapisane jako Hrodo, Chrodo, Krodo lub w zlatynizowanej formie: Crodone. Bothe opisuje też jakoby Juliusz Cezar podczas podboju Germanii, nakazał zbudować kilka twierdz zwieńczonymi posągami bóstw Rzymskich. W miejscu Harzburg, gdzie powstało później miasto Bad Harzburg w Dolnej Saksonii, miał stać posąg Saturna, którego ludy lokalne miały czcić jako Kroda.
Podczas wojen saskich w 780 roku król Franków, Karol Wielki, podczas okupacji terenów zamieszkiwanych przez Sasów miał zniszczyć ów posąg, aby następnie nawrócić pogańskich Sasów na chrześcijaństwo:

... Król Karol przybył na ziemię i nawrócił wschodnich Sasów. Wtem rzekł: Kto jest waszym Bogiem? Wtedy zwykły lud zawołał: Krodo, Krodo jest naszym Bogiem! W ten Król Karol powiedział: Krodo jest waszym Bogiem? To jest: diabelska ropucha! [ropucha to po saksońsku kroden – gra słów] Następnie słowo [„Krodo”] stało się złym słowem wśród Sasów. Potem Król Karol udał się do Harzburga i zniszczył idola Krodo i zbudował kościół w Salingenstede, w Osterwieck poświęcony Świętemu Szczepanowi.

Kronika wspomina także ikonografię Krodego. Idol miał się znajdować na słupie i być bosy. Posiadał on cztery atrybuty, które miały reprezentować cztery żywioły:
- Woda – ryba pod stopami
- Ziemia – kosz kwiatów jako symbol wzrostu i czterech pór roku
- Ogień – rozeta lub koło jako symbol słońca
- Powietrze – rozwiany pas lub sznur

W 1597 r. Georg Fabricius w pośmiertnym Originum illustrissimae stirpis Saxonicae libri septem, przypisał Kroda Słowianom, który prawdopodobnie połączył informację od saskiego kronikarza i mnicha Widukinda z Korbei, że Sasi mieli zdobyć metalowy posąg Saturna od Słowian połabskich oraz informację Bothego, że Krodo był Saskim odpowiednikiem Saturna.
W Katedrze Św. Szymona i św. Judy (zbudowanej w 1047 roku), która była częścią Palatium w Goslarze, znaleziono ołtarz, który w roku ok. 1600 został nazwany Ołtarzem Kroda. Ołtarz ten powstał najprawdopodobniej w XI wieku i jest w całości wykonany z brązu. Ołtarz znajduje się obecnie w muzeum w Goslar.
Jeszcze w XIX wieku przez niemieckich badaczy był uważany za naczelne bóstwo Słowian. Jako że Kronika Sasów jest jedynym źródłem poświadczającym istnienie Kroda, dzisiejsi badacze mitologii kwestionują jego istnienie.

## Galeria

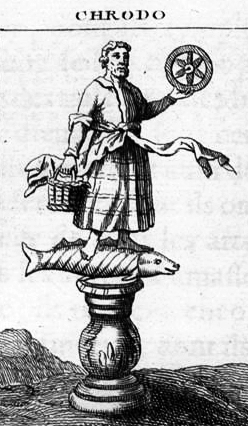
„Crodo” w L'Antiquité expliquée et représentée en figures autorstwa Bernard de Montfaucon, 1722.
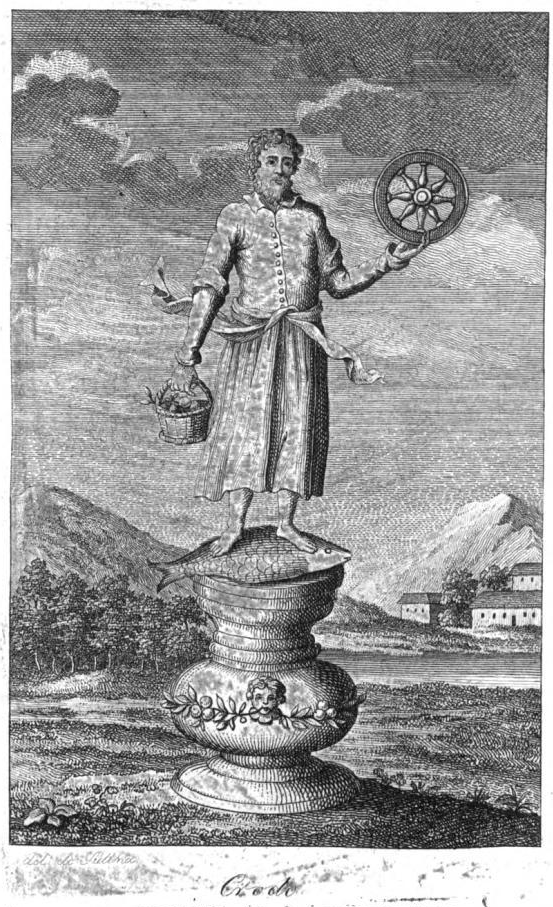
„Crodo” zilustrowany w Mitologii słowiańskiej autorstwa Andrieja Kajsarowa, 1804.
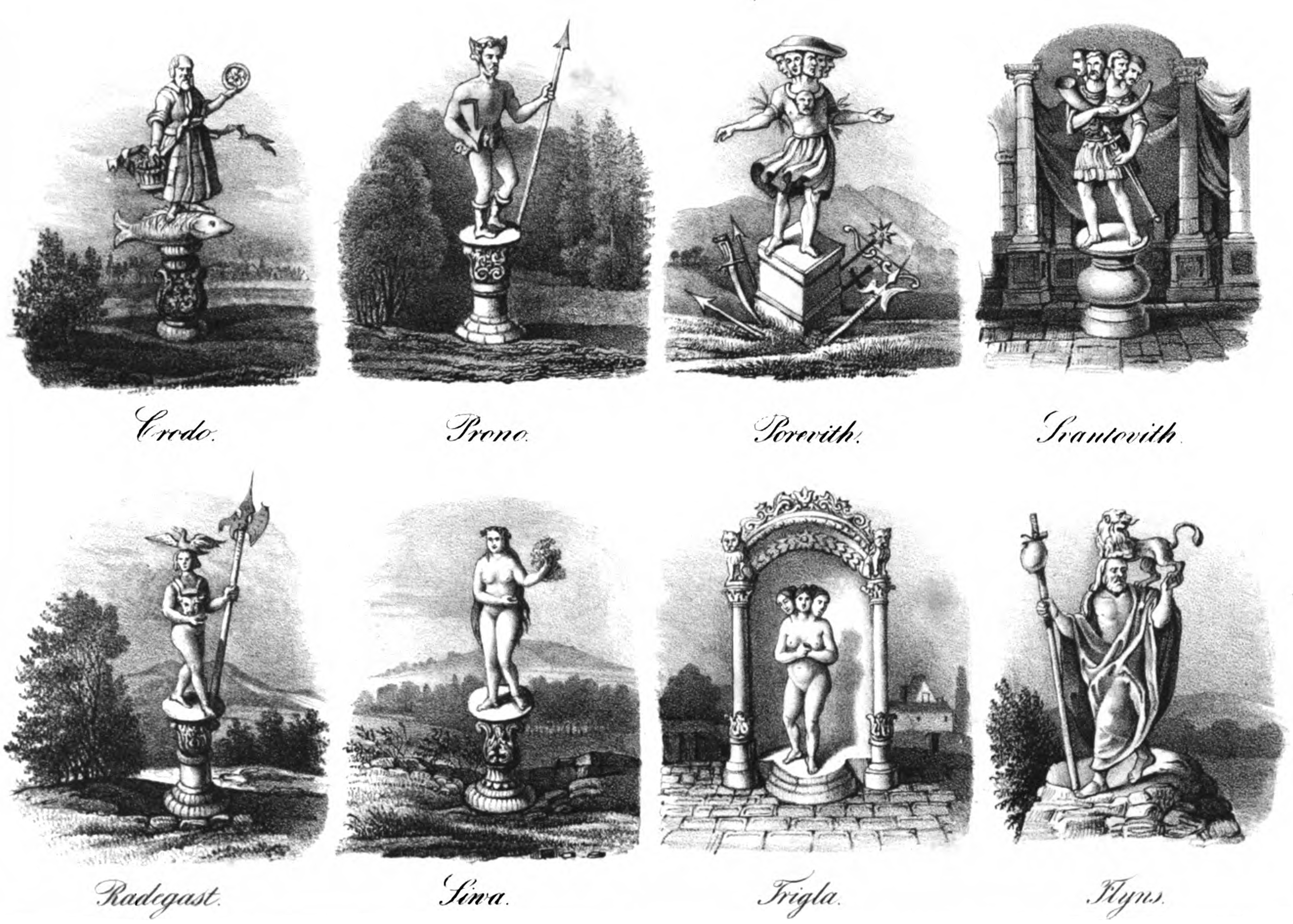
„Crodo” jako pierwszy w ilustracji bóstw saskosłowiańskich, 1834.
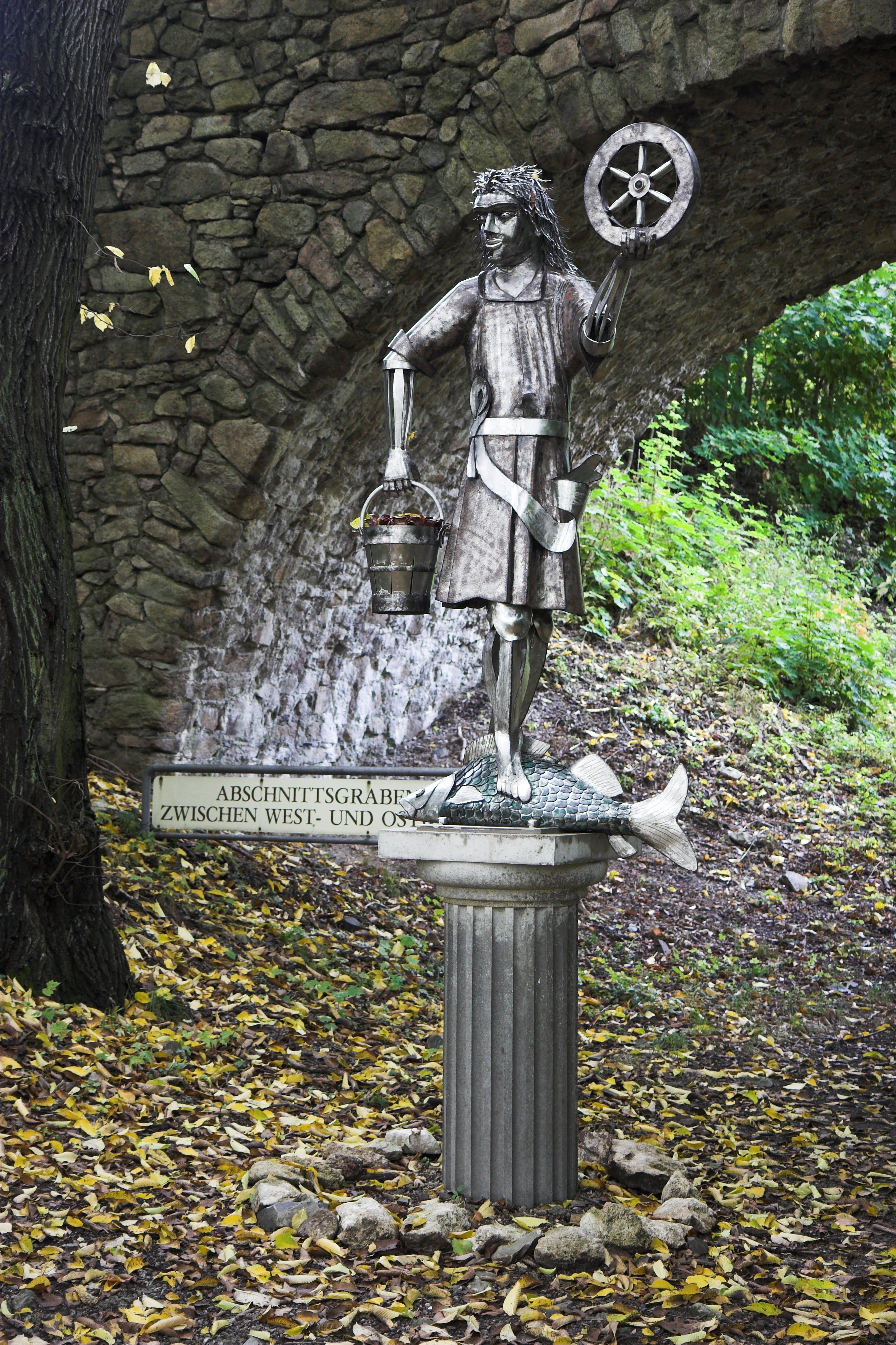
Dzisiejszy posąg Kroda w Bad Harzburg.
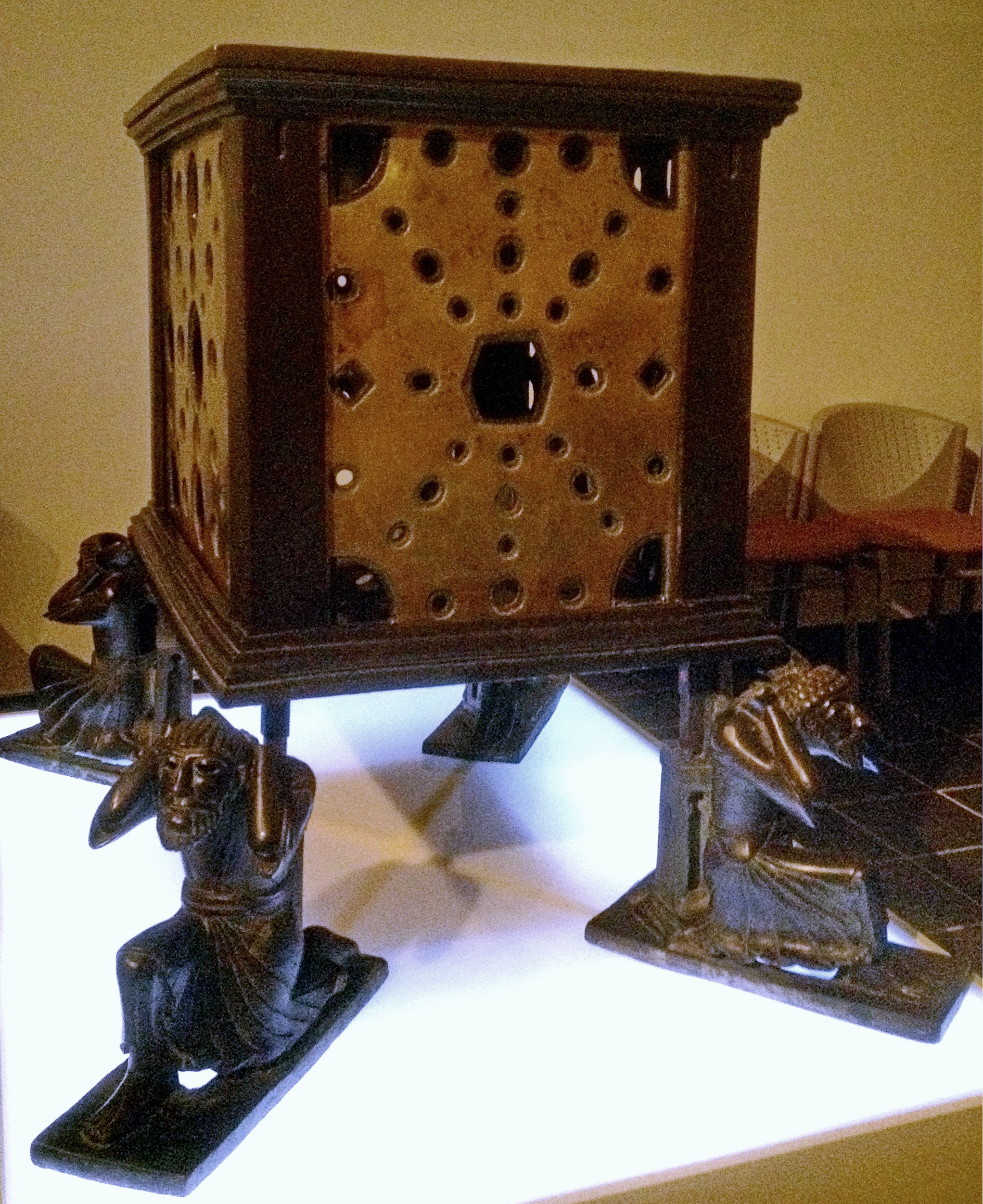
Brązowy ołtarz nazwany Ołtarzem Kroda.